# Kamalaldin Malash
Kamalaldin Malash (1 de enero de 1992) es un jugador de balonmano sirio-catarí que juega de central en Al-Rayyan y en la Selección de balonmano de Catar.

Con la selección ha ganado la medalla de plata en el Campeonato Mundial de Balonmano Masculino de 2015.

## Clubes
- El Jaish (2013-2017)
- Al-Rayyan (2017- )